# Escrime aux Jeux paralympiques d'été de 2004
Navigation
Sydney 2000 Pékin 2008
La compétition d'escrime des Jeux paralympiques d'été de 2004 se déroule au Complexe olympique d'Helliniko d'Athènes. 15 épreuves y sont organisées : 9 masculines et 6 féminines.

## Résultats

### Podiums masculins
| Épreuves                 | Or                                                             | Argent                                                                         | Bronze                                                               |
| ------------------------ | -------------------------------------------------------------- | ------------------------------------------------------------------------------ | -------------------------------------------------------------------- |
| Épée individuelle Cat A  | Cyril Moré (FRA)                                               | Radoslaw Stanczuk (POL)                                                        | Wai Ip Kwong (HKG)                                                   |
| Épée individuelle Cat B  | Andriy Komar (UKR)                                             | Robert Wysmierski (POL)                                                        | John Rodgers (USA)                                                   |
| Épée par équipes open    | France Robert Citerne Alim Latrèche David Maillard Cyril Moré  | Pologne Arkadiusz Jablonski Dariusz Pender Radoslaw Stanczuk Robert Wysmierski | Chine Hu Daoliang Zhang Chong Lei Zhang                              |
| Fleuret individuel Cat A | Ying Ki Fung (HKG)                                             | Lei Zhang (CHN)                                                                | Dariusz Pender (POL)                                                 |
| Fleuret individuel Cat B | Charn Hung Hui (HKG)                                           | Piotr Czop (POL)                                                               | Andriy Komar (UKR)                                                   |
| Fleuret par équipes open | Chine Hu Daoliang Zhang Chong Lei Zhang                        | Hong Kong Kam Loi Chan Ying Ki Fung Charn Hung Hui Wai Ip Kwong                | Pologne Piotr Czop Stefan Makowski Dariusz Pender Tomasz Walisiewicz |
| Sabre individuel Cat A   | Alberto Pellegrini (ITA)                                       | Stefan Makowski (POL)                                                          | Arkadiusz Jablonski (POL)                                            |
| Sabre individuel Cat B   | Robert Wysmierski (POL)                                        | Charn Hung Hui (HKG)                                                           | Pál Szekeres (HUN)                                                   |
| Sabre par équipes open   | Hong Kong Kam Loi Chan Yung Ki Fung Charn Hung Hui Yan Yun Tai | Pologne Piotr Czop Arkadiusz Jablonski Stefan Makowski Robert Wysmierski       | France Pascal Durand Moez El Assine Cyril Moré                       |

### Podiums féminins
| Épreuves                 | Or                                                             | Argent                                                           | Bronze                                                                |
| ------------------------ | -------------------------------------------------------------- | ---------------------------------------------------------------- | --------------------------------------------------------------------- |
| Épée individuelle Cat A  | Yu Chui Yee (HKG)                                              | Pui Shan Fan (HKG)                                               | Zsuzsanna Krajnyak (HUN)                                              |
| Épée individuelle Cat B  | Saisunee Jana (THA)                                            | Yui Chong Chan (HKG)                                             | Marta Wyrzykowska (POL)                                               |
| Épée par équipes open    | Hong Kong Yui Chong Chan Pui Shan Fan Kit Mui Wong Yu Chui Yee | Hongrie Gyongyi Dani Andrea Jurak Zsuzsanna Krajnyak Judit Palfi | France Emmanuelle Assmann Sylvie Magnat Sylviane Meyer Patricia Picot |
| Fleuret individuel Cat A | Yu Chui Yee (HKG)                                              | Pui Shan Fan (HKG)                                               | Patricia Picot (FRA)                                                  |
| Fleuret individuel Cat B | Yui chong Chan (HKG)                                           | Gyongyi Dani (HUN)                                               | Saisunee Jana (THA)                                                   |
| Fleuret par équipes open | Hong Kong Yui Chong Chan Pui Shan Fan Kit Mui Wong Yu Chui Yee | Hongrie Gyongyi Dani Andrea Jurak Zsuzsanna Krajnyak Judit Palfi | Pologne Renata Frelik Jadwiga Polasik Dagmara Witos Marta Wyrzykowska |

### Tableau des médailles
| Rang  | Nation     | Or | Argent | Bronze | Total |
| ----- | ---------- | -- | ------ | ------ | ----- |
| 1     | Hong Kong  | 8  | 5      | 1      | 14    |
| 2     | France     | 2  | 0      | 3      | 5     |
| 3     | Pologne    | 1  | 6      | 5      | 12    |
| 4     | Chine      | 1  | 1      | 1      | 3     |
| 5     | Thaïlande  | 1  | 0      | 1      | 2     |
| 5     | Ukraine    | 1  | 0      | 1      | 2     |
| 7     | Italie     | 1  | 0      | 0      | 1     |
| 8     | Hongrie    | 0  | 3      | 2      | 5     |
| 9     | États-Unis | 0  | 0      | 1      | 1     |
| Total | Total      | 15 | 15     | 15     | 45    |